# アマナキ・ニコル
アマナキ・ニコル（Amanaki Nicole、1992年2月8日 - ）は、ニュージーランドのラグビー選手。

## プロフィール
- フィジー出身[1]。
- ポジションはセンター(CTB)。
- 身長 185cm、体重 99kg

## 略歴
2021年、東京五輪の7人制ニュージーランド代表に選ばれて銀メダル獲得。